# Artabanos III.
Artabanos III. (parthsky Ardaván) byl uzurpátor parthského trůnu, doložený v letech 79/80–80/81. Byl patrně bratrem vládnoucího krále Pakora a synem Vologaisa I. Na mincích ražených roku 80/81 sám sebe tituluje „král králů Arsakés Artabanos, Spravedlivý, Proslulý, Přítel Řeků“ (Δίκαιος Επιφανής Φιλέλληνος).
Podle K. Schippmanna se mocensky opíral o Babylonii na západě říše a podporoval aktivity „Falešného Nerona“ Terentia Maxima proti Římu. Po roce 80/81 již není zmiňován, takže lze předpokládat, že byl buď poražen, nebo nucen rezignovat na trůn.